# 克里斯蒂安·贝哈拉诺
克里斯蒂安·贝哈拉诺（西班牙語：Cristián Bejarano，1981年7月25日—），墨西哥男子拳击运动员。他曾代表墨西哥参加2000年夏季奥林匹克运动会拳击比赛，获得男子60公斤级铜牌。